# 秘密分享
秘密分享（英語：Secret sharing），又稱秘密拆分（英語：Secret splitting），是將秘密分散到人群的方法，每人得到秘密的一部分，稱為份額（英文：Share）。只有集齊份額滿足方案的要求，將其結合後，才能還原出秘密；每件份額各自則没有用途。
一種特殊的分享方案裡，角色分為一名1荷官及n名玩家。荷官將秘密分配給玩家，但只有滿足特定條件時，玩家可以還原出秘密。方案中每個玩家收到一件份額。只要有至少t（閾值，"threshold"）個玩家合作，就可以還原出秘密，但不足t個人則不能。這樣的秘密分享方案稱為(t, n)—閾值方案（有時亦寫成(n, t)—閾值方案）。
秘密分享由阿迪·沙米爾和喬治·布萊克利在1979年獨立提出。